# Kategoria Superiore 2022-2023
La Kategoria Superiore 2022-2023 è stata l'84ª edizione della massima serie del campionato albanese di calcio, iniziata il 19 agosto 2022 e che è terminata il 29 maggio 2023. Il Tirana era la squadra campione in carica. Il Partizani Tirana si è laureata campione per la 17ª volta nella sua storia

## Novità
Dalla Kategoria e Parë sono stati promossi la Bylis Ballsh, che torna in massima serie dopo un anno di assenza, e l'Erzeni che torna dopo diciannove anni. Prendono il posto della Dinamo City e del Skënderbeu che sono retrocessi dalla stagione precedente.

## Formula
La squadra campione è ammessa al primo turno di qualificazione della UEFA Champions League 2022-2023.

La seconda e la terza classificata sono ammesse al primo turno di qualificazione della UEFA Europa Conference League 2022-2023.

La terz'ultima classificata disputa i play-out.

Le ultime due classificate sono retrocesse direttamente in Kategoria e Parë.

## Squadre partecipanti
| Club             | Città      | Stadio                       | Stagione precedente          |
| ---------------- | ---------- | ---------------------------- | ---------------------------- |
| Bylis Ballsh     | Ballsh     | Stadio Adush Muça            | 1º posto in Kategoria e Parë |
| Egnatia          | Rrogozhinë | Arena Egnatia                | 8º posto                     |
| Erzeni           | Shijak     | Stadio Niko Dovana (Durazzo) | 2º posto in Kategoria e Parë |
| Kastrioti        | Kruja      | Stadio Kamëz (Kamëz)         | 7º posto                     |
| Kukësi           | Kukës      | Kukës Arena                  | 4º posto                     |
| Laçi             | Laç        | Stadio Laçi                  | 2º posto                     |
| Partizani Tirana | Tirana     | Arena Kombëtare              | 3º posto                     |
| Teuta            | Durazzo    | Stadio Niko Dovana           | 6º posto                     |
| Tirana           | Tirana     | Stadio Selman Stërmasi       | 1º posto, Campione d'Albania |
| Vllaznia         | Scutari    | Stadio Loro-Boriçi           | 5º posto                     |

## Allenatori
| Club             | Allenatore                                                           |
| ---------------- | -------------------------------------------------------------------- |
| Bylis            | Arjan Bellaj (1ª-17ª) Naci Şensoy (18ª-)                             |
| Egnatia          | Edlir Tetova (1ª-8ª) Shpëtim Duro (9ª-18ª) Edlir Tetova (19ª-)       |
| Erzeni           | Xhevahir Kapllani                                                    |
| Kastrioti        | Emiliano Çela (1ª-13ª) Ardian Mema (14ª-21ª) Emiliano Çela (22ª-)    |
| Kukësi           | Skënder Gega(1ª-4ª) Enkeleid Dobi (5ª-13ª) Rrahman Hallaçi (14ª-)    |
| Laçi             | Dejan Vukićević (1ª-12ª) Gentian Mezani (13ª-27ª) Stavri Nica (28ª-) |
| Partizani Tirana | Giovanni Colella                                                     |
| Teuta            | Renato Arapi (1ª-3ª) Bledi Shkëmbi (4ª-12ª) Edi Martini (13ª-)       |
| Tirana           | Orges Shehi                                                          |
| Vllaznia         | Mirel Josa (1ª-26ª) Auron Miloti (27ª) Goce Sedloski (28ª-)          |

## Classifica
Fonte
|  | Pos. | Squadra          | Pt | G  | V  | N  | P  | GF | GS | DR  |
|  | ---- | ---------------- | -- | -- | -- | -- | -- | -- | -- | --- |
|  | 1.   | Partizani Tirana | 67 | 36 | 20 | 7  | 9  | 56 | 37 | +19 |
|  | 2.   | Tirana           | 67 | 36 | 20 | 7  | 9  | 56 | 33 | +23 |
|  | 3.   | Egnatia          | 52 | 36 | 14 | 10 | 12 | 46 | 32 | +14 |
|  | 4.   | Vllaznia         | 49 | 36 | 13 | 11 | 12 | 39 | 37 | +2  |
|  | 5.   | Laçi             | 48 | 36 | 14 | 6  | 16 | 45 | 46 | -1  |
|  | 6.   | Teuta            | 48 | 36 | 12 | 12 | 12 | 33 | 39 | -6  |
|  | 7.   | Kukësi           | 45 | 36 | 12 | 9  | 15 | 31 | 35 | -4  |
|  | 8.   | Erzeni           | 41 | 36 | 8  | 17 | 11 | 36 | 47 | -11 |
|  | 9.   | Bylis Ballsh     | 38 | 36 | 9  | 11 | 16 | 31 | 42 | -11 |
|  | 10.  | Kastrioti        | 35 | 36 | 8  | 11 | 17 | 26 | 49 | -23 |

Legenda:
      Campione di Albania e ammessa alla UEFA Champions League 2023-2024
      Ammesse alla UEFA Europa Conference League 2023-2024
  Partecipa ai play-out.
      Retrocesse in Kategoria e Parë 2023-2024
Tre punti per la vittoria, uno per il pareggio, zero per la sconfitta.

## Statistiche

### Individuali

#### Classifica marcatori
Fonte.
| Gol |  |  | Giocatore         | Squadra      |
| --- |  |  | ----------------- | ------------ |
| 16  |  |  | Florent Hasani    | Tirana       |
| 13  |  |  | Victor Da Silva   | Partizani    |
| 11  |  |  | Raphael Dwamena   | Egnatia      |
| 11  |  |  | Redon Xhixha      | Tirana       |
| 11  |  |  | Patrick Nonato    | Erzeni       |
| 1   |  |  | Saliou Guindo     | Laci         |
| 10  |  |  | Xhuliano Skuka    | Partizani    |
| 9   |  |  | Lorenco Vila      | Vllania      |
| 8   |  |  | Amir Kahrimanović | Erzeni       |
| 8   |  |  | Sherif Kallaku    | Tirana/Teuta |